# Robert Pollard
Robert Ellsworth Pollard Jr.  (nacido el 31 de octubre de 1957)  es un cantante y compositor estadounidense. Es el líder del grupo de indie rock Guided by Voices . Además de esto, también ha lanzado 22 álbumes en solitario.
Tiene casi 3.000 canciones registradas a su nombre en BMI .  En 2006, la revista Paste lo incluyó en el puesto 78 de los mejores compositores vivos.  En 2007, fue nominado al Shortlist Music Prize . 

## Primeros años y educación
Pollard nació en Dayton, Ohio, donde ha vivido toda su vida. Durante la mayor parte de su infancia y adolescencia, los deportes fueron su principal interés.  Cuando Pollard comenzó a mostrar interés por la música durante la escuela secundaria, su padre trató de disuadirlo.  Pollard asistió a la escuela secundaria Northridge en el suburbio de Dayton, Northridge, y luego a la Universidad Estatal Wright en Fairborn, Ohio, donde una vez lanzó un juego sin hits para el equipo de béisbol. 

De adolescente, Pollard estuvo en una banda de covers de heavy metal llamada Anacrusis y asistía a conciertos en estadios, los cuales compara con los que aparecen en el documental *Heavy Metal Parking Lot*. Pollard ha dicho que gran parte de la inspiración para sus composiciones proviene del tiempo que pasó con sus amigos de la secundaria en Dayton, un grupo al que llama "The Monument Club". Pollard dijo sobre sus años de adolescencia:
Al crecer, realmente no tenía ningún talento musical. Siempre podía cantar, pero eso era todo. Así que comencé a juntarme con todos estos tipos raros de Northridge que sabían tocar la guitarra. Y los observaba pensando: "Vaya, tengo que aprender a hacer eso". La canción "Hank's Little Fingers" (en *Devil Between My Toes*) – Hank (Davidson) es el tipo que me inspiró a tocar la guitarra. Tenía una mano deformada con estos dedos pequeños.
Tras graduarse en la secundaria en 1975, Pollard compró una guitarra con el dinero de su graduación. En la universidad, empezó a cantar en bandas de rock. Aunque lanzó un juego sin hits en la universidad, eventualmente abandonó el atletismo al darse cuenta de que no era lo suficientemente rápido para ser profesional y que su carácter era demasiado independiente para obedecer el estricto programa atlético. “Estaba harto de que la gente chasqueara los dedos y esperara que me moviera”. Al enterarse, el padre de Bob retiró su apoyo financiero, lo que obligó a su hijo a conseguir un trabajo lavando platos. Hacia el final de su último año en la Wright State University, Pollard se casó con Kim Dowler, una chica de su ciudad natal con la que había estado saliendo durante siete años. Dowler no fue a la universidad, sino que comenzó a trabajar inmediatamente después de la escuela secundaria.
Después de graduarse de la universidad, Pollard, Dowler lo apoyó por un tiempo, pero luego consiguió un trabajo como maestro de escuela. Era un trabajo que implicaba mucho tiempo de vacaciones y esto significó que Pollard pudo dedicarse a su música.  Pero el trabajo le influyó, y Pollard ha declarado que sus años como profesor le inspiraron canciones como "Gold Star For Robot Boy", "Teenage FBI" y "Non-Absorbing".  Pollard ha trabajado en todos los niveles de la escuela primaria, desde la escuela elemental hasta la escuela secundaria y la escuela preparatoria. La tarea más difícil para él era enseñar ciencias físicas a estudiantes de secundaria. Al final se decidió a dar clases a alumnos de cuarto grado. 
Él dijo sobre sus años como maestro: “Nunca fui a la sala de profesores. Pero a los profesores yo les agradaba. En la escuela primaria, no hay muchos maestros hombres, así que les gustaba que estuviera allí. Me decían: ‘¿Por qué no vienes y pasas el rato con nosotros en la sala de profesores?’. Pero yo me iba a echar una siesta para tratar de quitarme la resaca. Fueron 14 años de eso.”

## Carrera

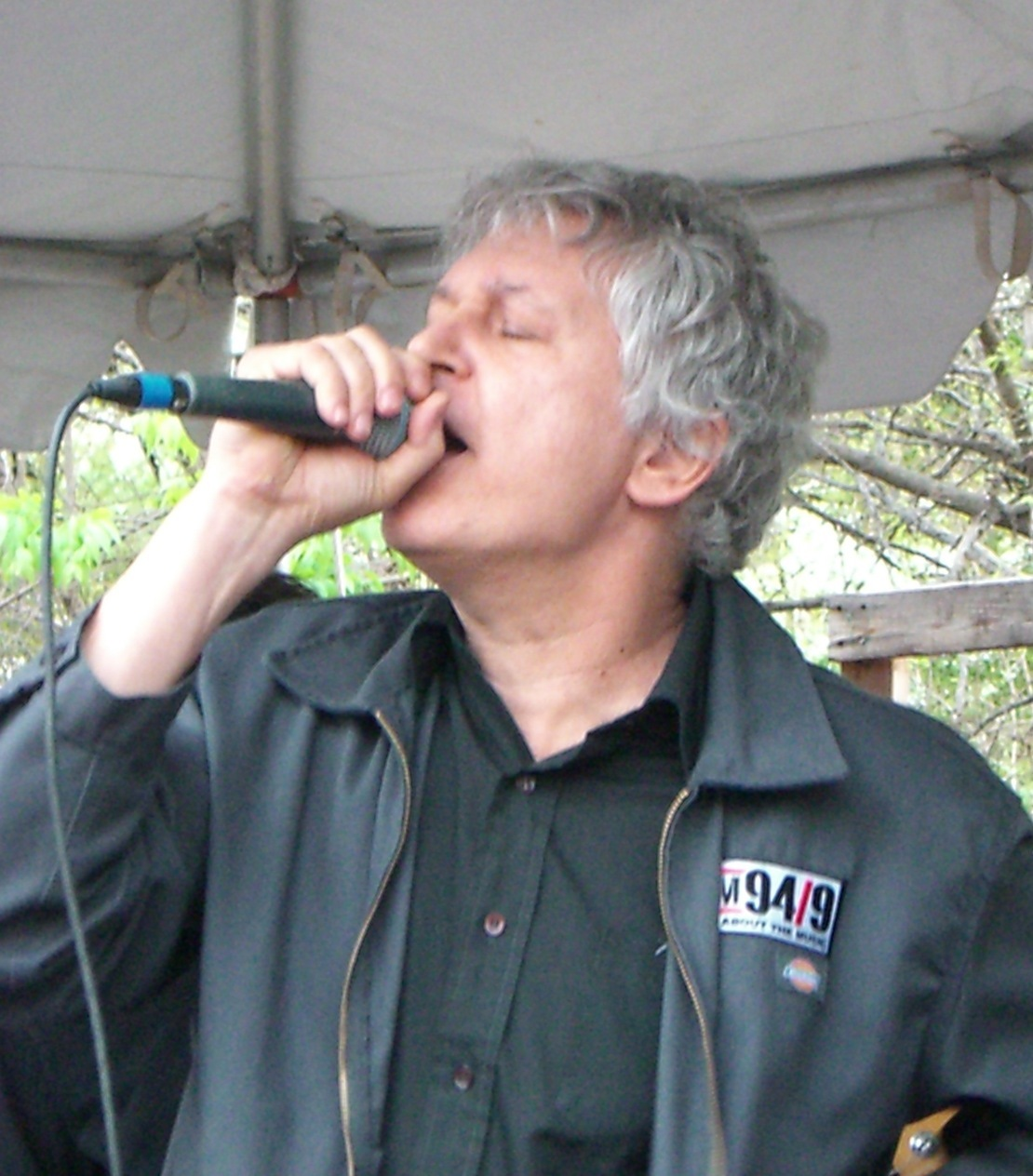
Pollard actuando en SXSW 2006

### Inicios
Pollard comenzó a tocar música en bandas de covers locales en Dayton y se unió a un gremio de compositores, pero anhelaba ser el líder de una banda. En 1981, comenzó a tocar canciones originales con otros exalumnos de la Northridge High School, Kevin Fennell y Mitch Mitchell. Durante dos años grabaron en el sótano de la casa de Pollard y tocaron en diferentes lugares bajo una variedad de nombres (incluidos Instant Lovelies, Acid Ranch y Coyote Call). Luego, en 1983, Pollard finalmente llamó al proyecto "Guided by Voices". En ese momento, trabajaba a tiempo parcial como maestro de escuela primaria.
En total, Guided by Voices lanzó 16 álbumes originales de larga duración entre 1987 y 2004, además de una gran cantidad de EPs y compilaciones. Aunque fueron conocidos como una banda de *lo-fi* que se basaba en grabaciones caseras, en años posteriores el grupo comenzó a depender más de estudios de grabación profesionales y trabajó con productores como Ric Ocasek.
Inicialmente, Guided by Voices era solo una banda en nombre, con un elenco rotativo de músicos, la mayoría de los cuales Pollard expulsó de la banda en algún momento. “En los primeros días de Guided by Voices, cuando nadie escuchaba, yo era impaciente”, escribió Pollard en 2005. “Solía cansarme rápidamente de la gente en la banda. Tuve altercados físicos con ellos. Incluso recurrí a tácticas absurdas, como decirle a la banda que me retiraba y que nos separábamos, para luego formar el grupo nuevamente un mes después con nuevos integrantes.”
Para financiar las primeras grabaciones de la banda, Pollard, su hermano y su mánager obtuvieron un préstamo de la cooperativa de crédito de las Escuelas Públicas de Dayton. Entre 1986 y 1992, lanzaron seis discos de esta manera, grabándolos, prensándolos y distribuyéndolos por cuenta propia. Estos discos recibieron muy poca respuesta, y aunque las ediciones solo tenían entre 300 y 1,000 copias cada una, los productores se quedaron con muchas copias sin vender. En 1992, cediendo a la falta de apoyo de familiares y amigos, y a la presión de la deuda no pagada, Pollard disolvió Guided by Voices después de lanzar *Propeller*, que consideraba su mejor álbum hasta la fecha. Luego se comprometió a enseñar en la escuela a tiempo completo.
Sin embargo, Propeller impresionó al sello independiente Scat Records, que firmó a la banda un contrato de grabación. El resultado fue que Guided by Voices volvió a reunirse en 1993 y tocó un concierto ese año en el New Music Seminar de la ciudad de Nueva York: la primera fecha en vivo de la banda en casi seis años. Con el lanzamiento de Vampire on Titus (1993), la banda finalmente pudo actuar en vivo en todo Estados Unidos. 
En agosto de 2004, la banda lanzó Half Smiles of the Decomposed, que estaba destinado a ser su último álbum. En 2004, en la víspera de Año Nuevo, Guided by Voices realizó su último espectáculo en The Metro de Chicago. En 2010, la formación principal de los 90 se reunió para el 21º aniversario de Matador Records . Siguió una gira completa y la banda permaneció junta hasta septiembre de 2014.
Guided by Voices lanzó su primer álbum en siete años el 1 de enero de 2012, Let's Go Eat the Factory . El 3 de enero, la banda apareció en el Late Show with David Letterman para promocionar el LP.  Lanzaron su segundo álbum posterior a la reunión, Class Clown Spots a UFO, el 11 de junio. Un tercer álbum, The Bears for Lunch, salió el 13 de noviembre. El cuarto álbum posterior a la reunión (y vigésimo álbum de Guided by Voices), English Little League, fue lanzado el 30 de abril de 2013. Motivational Jumpsuit y Cool Planet siguieron en febrero y mayo de 2014, respectivamente. En septiembre de 2014, la banda anunció que se separaría una vez más y canceló todas las fechas restantes de su gira. 

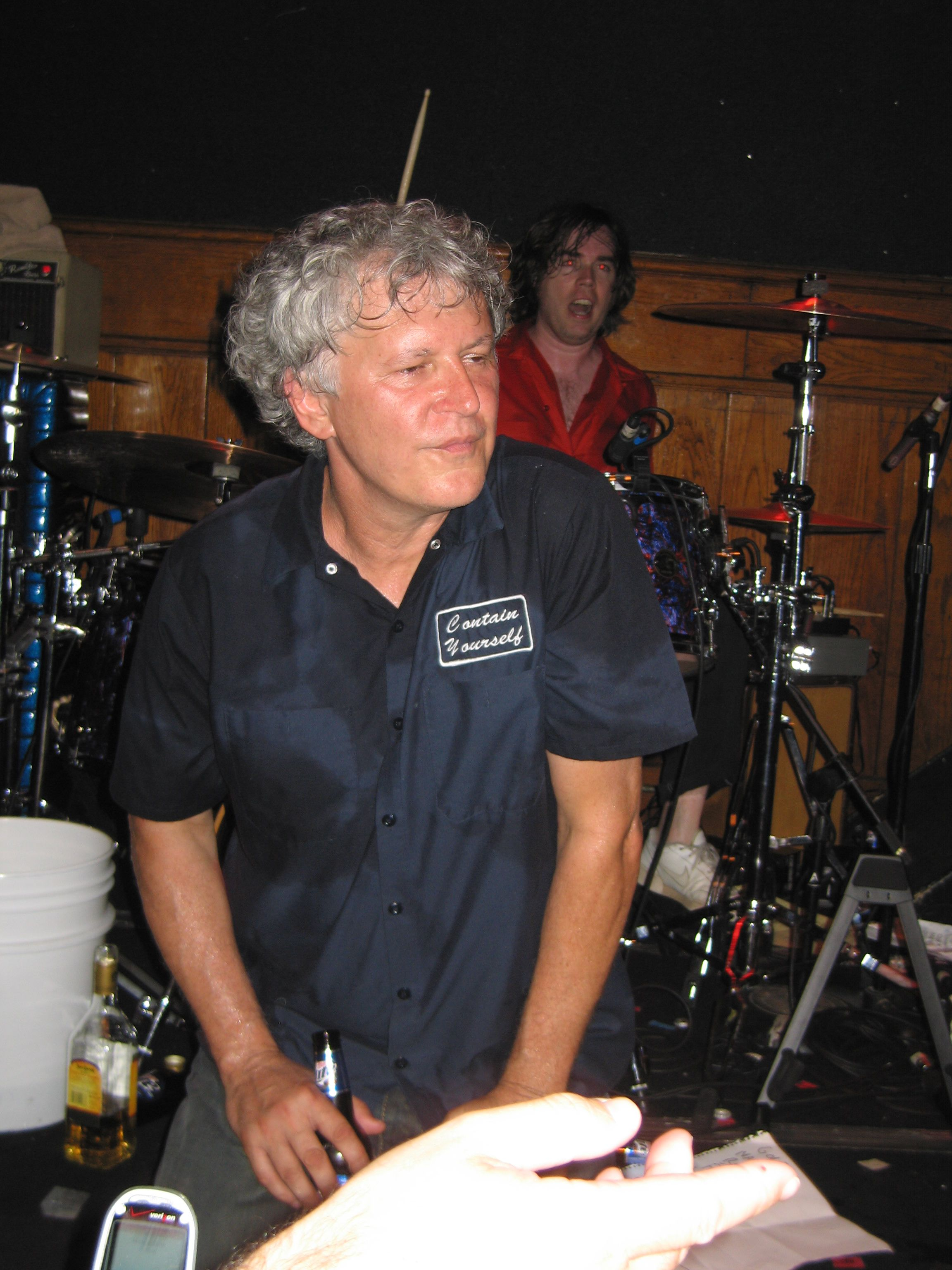
Pollard actuando en Chicago en 2006

### Carrera en solitario
Pollard comenzó a lanzar discos en solitario en 1996, junto con lanzamientos regulares de Guided by Voices . Estos álbumes generalmente se grababan con un grupo pequeño formado por miembros actuales o anteriores de Guided by Voices, y generalmente se consideraban informalmente parte del canon de Guided by Voices, ya que esa banda interpretaba regularmente selecciones de los lanzamientos en solitario en concierto.
Después de la disolución de Guided by Voices en 2004, Robert Pollard lanzó su carrera oficial en solitario con el lanzamiento de From a Compound Eye en febrero de 2006. El reciente trabajo de estudio de Pollard ha evitado el formato de banda en vivo y, en cambio, se ha apoyado en el talento multiinstrumental de Todd Tobias, quien produjo varios álbumes de Guided by Voices. En 2006, Pollard reanudó sus giras con una nueva banda informalmente llamada "The Ascended Masters", que incluía a Tommy Keene en la guitarra principal y los teclados, Dave Phillips en la guitarra, Jon Wurster en la batería y Jason Narducy en el bajo, pero después de la cancelación de algunas fechas de 2006 debido a una lesión en la pierna, Pollard anunció su retiro de las giras.  A pesar de ello, Pollard realizó dos conciertos en apoyo de sus nuevos álbumes. El primer espectáculo fue el 30 de noviembre de 2007, en Chicago en The Metro. El segundo fue el 1 de diciembre de 2007, en Newport, Kentucky (al otro lado del río Ohio desde Cincinnati ), en Southgate House. Después de lanzar Superman Was a Rocker en enero, anunció que dejaría Merge Records para formar Guided by Voices, Inc., su propio sello discográfico que producirá toda su biblioteca musical.

### Otras bandas y proyectos
Pollard también ha lanzado grabaciones bajo una variedad de otros nombres de bandas y en colaboración con excolegas de GBV y otros músicos. En 2008, formó una nueva banda llamada Boston Spaceships, compuesta por Pollard, John Moen de The Decemberists y Perhapst, y Chris Slusarenko, quien tocó en la última formación de Guided by Voices. El primer álbum de la banda, *Brown Submarine*, se lanzó el 16 de septiembre de 2008 bajo el sello Guided by Voices, Inc., y fue seguido por una gira en otoño de ese año. El siguiente álbum, *The Planets Are Blasted*, se lanzó el 17 de febrero de 2009, seguido de *Zero to 99* en octubre de 2009. *Our Cubehouse Still Rocks* fue lanzado en septiembre de 2010. Boston Spaceships lanzó su quinto y último álbum, *Let It Beard*, el 2 de agosto de 2011.

## Otros proyectos

### Fading Captain Series
A mediados de los años 90, además de los álbumes de Guided by Voices que aparecían anualmente, la prolífica producción de Pollard se canalizaba en innumerables sencillos, EPs, compilados y otros lanzamientos paralelos. Sin embargo, una vez que firmó con una disquera importante y se vio limitado por la expectativa de producir solo un álbum cada 18 meses, Pollard comenzó la serie *Fading Captain Series*, una serie de lanzamientos auto-financiados y publicados bajo su propio nombre, así como una amplia variedad de seudónimos. Además de los lanzamientos en solitario y de archivo, Pollard comenzó a colaborar con músicos y amigos por correo, a través de un proceso denominado "postal rock" — Pollard recibía pistas musicales ya completas y agregaba sus propias letras y voces. Álbumes bajo los nombres de *Airport 5*, *Circus Devils* y *Go Back Snowball*, entre otros, fueron producidos de esta manera.
En diciembre de 2006, Pollard anunció que la Fading Captain Series concluiría con el lanzamiento de Crickets: Best of the Fading Captain Series 1999–2007, una colección de 50 canciones "lo mejor" que abarca desde 1999 hasta 2007. 
Las bandas que solían lanzar obras en la serie Fading Captain ahora lanzan discos en otros sellos, como Bad Football de The Takeovers que sale en Off Records y Sgt. Disco de Circus Devils que sale en Ipecac Records . Además, los álbumes de Pollard Kid Marine, Motel of Fools y Fiction Man fueron lanzados en la serie Fading Captain, aunque los otros álbumes en solitario de Pollard no.
Acid Ranch: (grabaciones de archivo con Robert Pollard, Kevin Fennell y Mitch Mitchell)

### Otros sellos discográficos
Cuando Pollard anunció que la serie Fading Captain estaba por concluir, también anunció que estaba iniciando un nuevo sello discográfico, entonces llamado Record Company Records  pero luego retitulado como Prom is Coming,  que lleva el nombre de una canción de su primer álbum en solitario Not in My Airforce . El primer (y hasta ahora único) lanzamiento en Prom is Coming fue Silverfish Trivia .
En la primavera de 2007, Pollard comenzó una colección de sencillos llamada Happy Jack Rock Records Single Series en la que se lanzó un disco de 7 pulgadas por mes durante 12 meses a partir del 22 de junio de 2007. Todos los discos incluían un lado A de los lanzamientos opuestos de Pollard con Merge ese año ( Standard Gargoyle Decisions y Coast to Coast Carpet of Love ) y un lado B que no formaba parte del álbum. Se prensaron 1.000 ejemplares de cada uno de 7 pulgadas. 
El álbum de Pollard, Superman Was a Rocker, fue el primer LP lanzado en Happy Jack Rock Records (aunque la versión en vinilo de Sgt. Disco de Circus Devils se había lanzado en el mismo sello en 2007). Pollard continúa lanzando discos de 7 pulgadas con el sello. En junio de 2009 se lanzará el primer proyecto de Happy Jack, Cosmos, una colaboración con Richard Davies titulada Jar of Jam Ton of Bricks .
En 2008, Pollard anunció la formación de otro nuevo sello, Guided by Voices Inc. El primer lanzamiento de álbum en Guided by Voices Inc. fue Robert Pollard Is Off To Business, precedido por el EP de 12 pulgadas Weatherman And Skin Goddess . Los dos primeros lanzamientos de Boston Spaceships de Pollard fueron publicados por Guided by Voices Inc.

### EAT y Town of Mirrors
En el otoño de 2003, Pollard lanzó EAT, una revista literaria compuesta por poemas originales y collages de Pollard. A partir de 2023, EAT se encuentra en su decimoctava edición.  El arte de collage de Pollard aparece en muchos álbumes de Guided by Voices (las excepciones notables son los dos lanzados en TVT Records ).
En 2008, los collages de Pollard fueron recopilados y publicados en Town of Mirrors: The Reassembled Imagery of Robert Pollard . Town of Mirrors presenta el arte visual y las letras/poesía de Pollard. Hay más de 175 collages, 20 de los cuales fueron creados específicamente para el lanzamiento del libro. 

## Vida personal

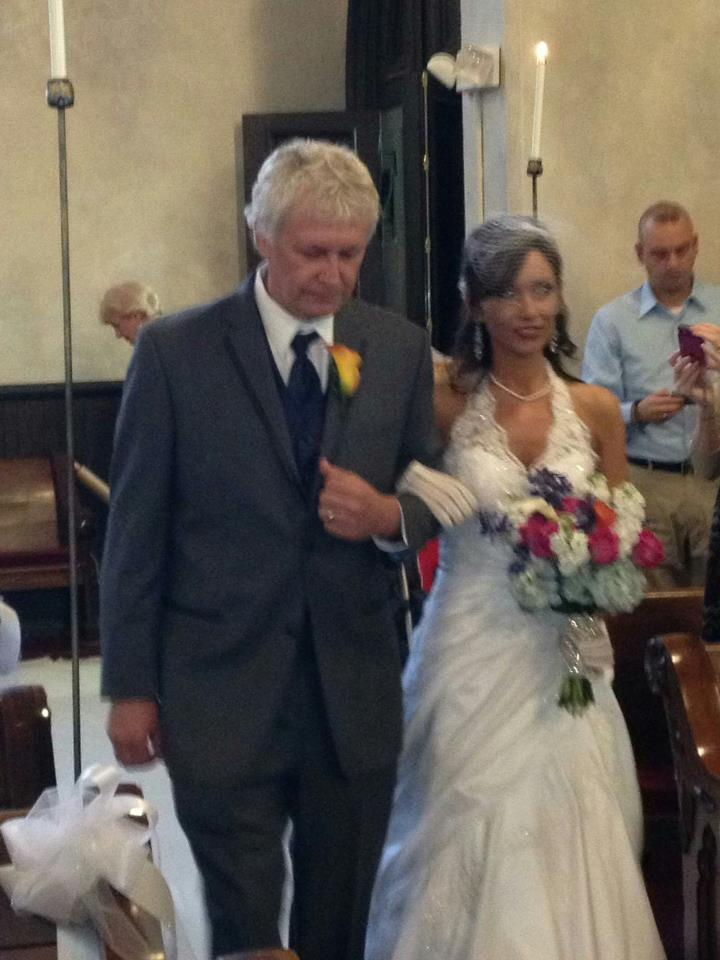
Pollard y su hija en 2012

Pollard tuvo dos hijos con Kim Dowler. Escribió una canción sobre cada uno de ellos: "Your Name is Wild", sobre su hija Erika, y "My Son Cool", sobre su hijo Bryan.   Sin embargo, el éxito de Guided by Voices a mediados de la década de 1990 coincidió con la ruptura de su matrimonio. En 2007, Pollard se casó con Sarah Zade. La pareja actualmente vive en Dayton, Ohio. 
"Nunca me he considerado un gran éxito en nada de lo que he hecho, incluida la paternidad", escribió Pollard en 2005. "Pero al menos he permitido que mis hijos persiguieran sus propios intereses sin demasiada interferencia, y creo que ambos resultaron bastante bien". 

## Honores y premios
- 2010: Northridge High School, Salón de la Fama del Atletismo de Northridge, Clase de 2010, con su hermano Jim Pollard [17] [18]

## Obras y publicaciones

### Libros
- Pollard, Robert (words and pictures by); Moody, Rick (introduction by) (2008).  Reynolds, Eric, ed. Town of Mirrors: The Reassembled Imagery of Robert Pollard. Seattle, WA: Fantagraphics Books. ISBN 978-1-56097-924-1. OCLC 181140114.
- Pollard, Robert (2017). 100 (aka Robert Pollard 100). Dayton, OH: Guided By Voices Inc. / Rockathon Records. – includes 100 front and back covers of Pollard's studio albums

### Artículos
- Pollard, Robert (May–June 2005). «Life Lessons from Robert Pollard: Wisdom from the man who brought you Guided By Voices». Utne Reader (en inglés).

## Lectura adicional
- Cutter, Matthew (2018). Closer You Are: The Story of Robert Pollard and Guided by Voices. New York, NY: Da Capo. ISBN 978-0-306-82577-4. OCLC 1048922765.
- Greer, James (2005). Guided by Voices: A Brief History: Twenty-One Years of Hunting Accidents in the Forests of Rock and Roll. New York: Black Cat/Grove. ISBN 0802170137.